# Stormbergia dangershoeki
 Stormbergia dangershoeki es la única especie conocida del género extinto  Stormbergia  (“de Stormberg”) es un género de dinosaurio ornitisquio neornitisquio, que vivió a principios del período Jurásico, hace aproximadamente 203 a 197 millones de años, en el Hettangiense y Sinemuriense, en lo que es hoy África. Media alrededor de dos metros de largo, con proporciones en los miembros traseros distintas a la del Lesothosaurus, mostrando menos capacidad para ser corredor. El nombre de la especie  Stormbergia dangershoeki hace referencia al lugar donde se hallaron los restos del holotipo, la granja Dangerhoek en Sudáfrica. Restos referidos a este también se han hallado en Lesoto además de Sudáfrica.
Nombrado en 2005 por el paleontólogo Richard Butler, basado en restos procedentes de las rocas de la "serie Stormberg" que incluye a las formaciones de Clarens, Elliot y Molteno que entregaron sustancial información sobre la evolución temprana de las especies de dinosaurios. Solo una especie, S. dangershoeki, se ha descrito, estos habían sido descritos en la literatura como grandes fabrosáuridos durante 20 años antes de su descripción. Solo se conocen restos del esqueleto postcraneal, que parecen incluir al género dentro del clado Genasauria, pero la clasificación de los primeros ornitisquios es bastante confusa.  Podría representar la forma adulta de Lesothosaurus. Un estudio publicado en 2017 por Baron, Norman & Barrett demostró que las diferencias entre Stormbergia y Lesothosaurus probablemente estén relacionadas con el crecimiento del animal. Los autores argumentaron que Stormbergia es un sinónimo subjetivo menor de Lesothosaurus y debería considerarse inválido.